# Czermosznoj (rejon oktiabrski)
Czermosznoj (ros. Чермошной) – chutor w zachodniej Rosji, w sielsowiecie djakonowskim rejonu oktiabrskiego w obwodzie kurskim.

## Geografia
Miejscowość położona jest 8,5 km od centrum administracyjnego sielsowietu (Djakonowo), 11 km na południowy zachód od centrum administracyjnego rejonu (Priamicyno), 26 km na południowy zachód od Kurska, 15,5 km od drogi magistralnej (federalnego znaczenia) M2 «Krym».
W chutorze znajduje się 19 posesji.
Klimat
Miejscowość, jak i cały rejon, znajduje się w strefie klimatu kontynentalnego z łagodnym ciepłym latem i równomiernie rozłożonymi opadami rocznymi (Dfb w klasyfikacji klimatów Köppena).

## Demografia
W 2010 r. chutor zamieszkiwało 7 osób.